# Jan Philips van Thielen
Jan Philips van Thielen (Mechelen, 1618 – Mechelen, 1667) è stato un pittore fiammingo specializzato in dipinti floreali.

## Biografia
Figlio del Signore di Couwenberch, ne assunse il titolo nobiliare alla morte del padre. Attorno al 1631 cominciò i suoi studi insieme al futuro cognato Theodoor Rombouts, per poi diventare allievo di Daniel Seghers. Secondo Arnold Houbraken van Thielen guadagnò in vita tanta fama da ricevere lavori persino dalla corona di Spagna, e le sue tre figlie continuarono la tradizione di famiglia; divennero infatti pittrici, ancora attive nel 1660.
In quell'anno van Thielen diventa maestro della Corporazione di San Luca di Mechelen. Collaborò con numerosi artisti in dipinti floreali, spesso aggiungendo corone di fiori o ghirlande di decorazione attorno ai loro soggetti; tra gli altri sono da ricordare il cognato Erasmus Quellinus il Vecchio, Nicolas de Largillière, Frans Francken II, Cornelis Schut I e Cornelis van Poelenburch.